# Giovanni Francesco Anerio
Giovanni Francisco Anerio (Roma, 7 de julio de 1569 - Graz, 11 de junio de 1630) fue un compositor italiano de finales del Renacimiento y principios del Barroco y miembro de la escuela romana de compositores. Es hermano de otro compositor importante del mismo periodo, Felice Anerio.

## Vida
Comenzó su carrera musical en el coro de infantes de la Basílica de San Pedro de Roma bajo la dirección de Giovanni Pierluigi da Palestrina. Fue maestro de capilla en San Juan de Letrán. En 1624 fue llamado a la corte de Segismundo III Vasa en Cracovia (Polonia). De regreso en Italia, dirigió la capilla de la Catedral de Verona en 1609. A partir de 1611 fue maestro de música en el Collegio Romano y maestro de capilla en Santa María dei Monti en Roma. Optó por la vida sacerdotal, siendo ordenado sacerdote jesuita y el 7 de agosto de 1616 celebró su primera misa en Iglesia del Gesù.
Adoptó el estilo monódico y contribuyó al desarrollo de la lauda dramática de la que nacerá el oratorio.

## Obra
Anerio fue autor de numerosas obras entre oratorios, madrigales, canciones y música instrumental, contándose al menos 320 obras.
Del repertorio sacro tenemos entre otras:
- La transcripción a cuatro voces de la Misa del papa Marcelo de Palestrina,
- Misa della Battaglia
- Missa Paulina Borghesia sobre "Quem dicunt homines" dedicada al papa Papa Paulo V,
- Missa pro defunctis (Requiem)

De la música de oratorio, toda ella compuesta en lengua vernácula, pertenecen:
- Il Dialogo pastorale al presepio a tres voces(1600)
- Teatro Armonico Spirituale di Madrigali a 5, 6, 7 et 8 voci (1610).

Colecciones de obras
- Ghirlanda di Sacre Rose" (Roma, 1619);
- Selva armonica (Roma, 1617);
- Diporte musicali (Roma, 1617)